# 9e régiment d'infanterie (France)
Pour les articles homonymes, voir 9e régiment d'infanterie.

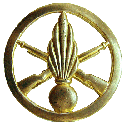
Insigne de béret de l'infanterie

Le 9e régiment d'infanterie (9e RI) est un régiment d'infanterie de l'Armée de terre française créé sous la Révolution à partir du régiment de Normandie, un régiment français d'Ancien Régime, l'un des Six Grands Vieux.

## Création et différentes dénominations
- 1616 : création à partir des bandes de Normandie sous le nom de régiment de Normandie par le maréchal de France Concini, marquis d'Ancre et favori de la reine Marie de Médicis.
- 1776 : ses 1er et 3e bataillons forment le régiment de Neustrie.
- 1791 : renommé 9e régiment d’infanterie de ligne.
- 1794 : amalgamé, il prend le nom de 9e demi-brigade de première formation
- 1796 : reformé en tant que 9e demi-brigade de deuxième formation
- 1803 : renommé 9e régiment d'infanterie de ligne.
- 1814 : pendant la Première Restauration, il est renommé régiment de Bourbon.
- 1815 : pendant les Cent-Jours, il reprend son nom 9e régiment d'infanterie de ligne
- 16 juillet 1815 : Comme l'ensemble de l'armée napoléonienne, il est licencié à la Seconde Restauration.
- 11 août 1815 : création de la 17e légion du Cher et de la 34e légion de l'Indre. Incomplètes, ces 2 Légions départementales, fusionnent sous le nom de 9e légion du Cher et de l'Indre
- 23 octobre 1820 : la 9e légion du Cher et de l'Indre est amalgamée, à Toulouse, et renommée 9e régiment d’infanterie de ligne.
- Monarchie de Juillet : devient le 9e régiment d'infanterie.
- Deuxième République et Second Empire: redevient le 9e régiment d’infanterie de ligne.
- à partir de la Troisième République il prend son nom définitif, 9e régiment d’infanterie.
- 1914 : à la mobilisation, il donne naissance au 209e régiment d’infanterie
- 1929 : dissolution
- 1940 : reconstitué le 1er juin.
- 1940 : dissolution le 31 juillet.
- 1956 : 1er juin création du 9e régiment de chasseurs parachutistes à partir du 18e régiment d’infanterie parachutiste de choc.

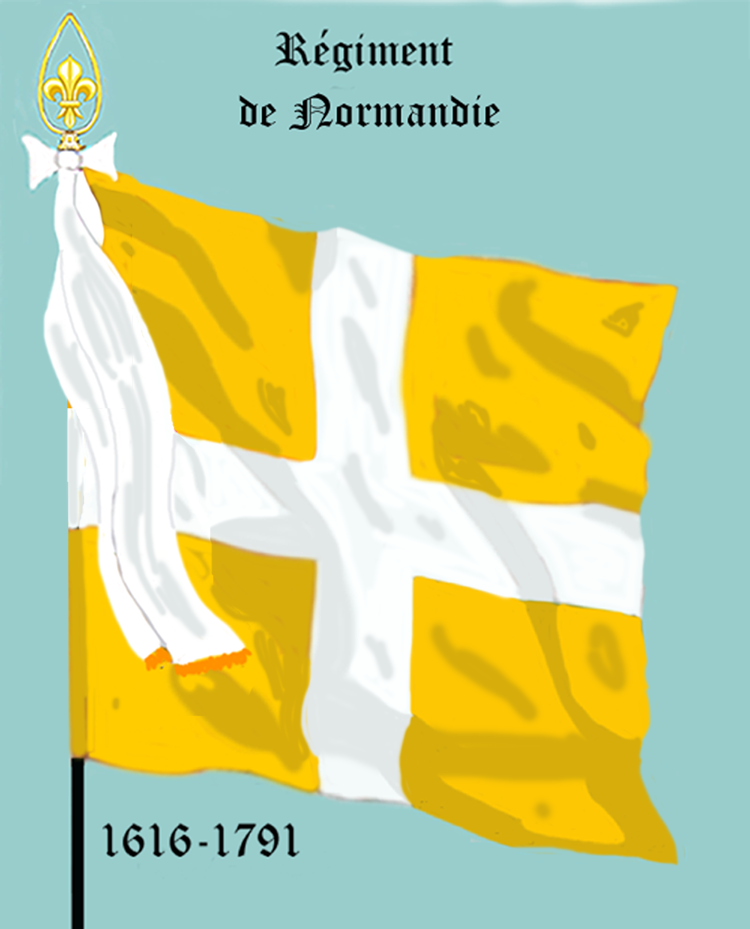
Drapeau du régiment de Normandie de 1616 à 1791

- 1999 : dissolution et intégration au 1er régiment de chasseurs parachutistes

## Chefs de corps
- fils de Concini
- 1616 : Mestre de camp Honoré d'Albert
- 1699 : Armand Desbordes, noble, lieutenant, originaire de Colméry (Nièvre)
- comte d'Angennes (+1717)
- 15 novembre 1717 : Philippe Charles de La Fare (futur maréchal)
- de juillet 1753 jusqu'en février 1762 : Louis Nicolas de Péruse, marquis d'Escars.
- février 1762 : Louis de Chastenet, comte de Puységur
- 1790 : chef de brigade Pierre Justin Marchand de Villionne (*)
- 1791 : colonel Jacques Marie Blaise de Segond de Sederon (*)
- 1792 : Colonel Jean-François Louis Picault Desdorides (*)
- 1794 : Chef de brigade Cardon
- 1796 : Chef de brigade Marpete
- 1796 : Chef de brigade Simon Lefebvre (*)
- 1799 : Chef de brigade Joseph Pepin (*)
- 1804 : Colonel Joseph Pepin (*)
- 1808 : Colonel Baptiste Antoine Gallet
- 1809 : Colonel André Gouy
- 1809 : Colonel Victor Vautré
- 1813 : Colonel Nicolas Broussier
- 13 juin 1848 : Colonel Jacques Amédée Honoré Regaud
- 1897-1903 : Colonel François Léon Faure (*)
- 23 mars 1914 - 6 novembre 1914 : Colonel Pierre Georges Duport
- décembre 1916 - mai 1917 : Commandant Castella (*)

(*) Ces officiers sont devenus par la suite généraux de brigade.
Colonels tués ou blessés en commandant le 9e régiment d'infanterie sous l'Empire (1804-1815) :
- colonel Baptiste Antoine Gallet, tué le 6 juillet 1809, à la bataille de Wagram ;
- colonel Gouy, mort de ses blessures reçues à Wagram, le 21 juillet 1809 ;
- colonel Vautré, blessé le 7 septembre 1812 (Bataille de la Moskova) ;
- colonel Broussier, blessé le 4 mars 1814.

Officiers tués ou blessés en servant au 9e régiment d'infanterie sous l'Empire (1804-1815) :
- officiers tués : 24 ;
- officiers morts des suites de leurs blessures : 15 ;
- officiers blessés : 92.

## Historique des garnisons, combats et batailles

### Ancien Régime
- 1664 : 4 compagnies sont envoyées aux Antilles.

#### Guerre de Succession d'Autriche
Régiment d’infanterie de Normandie
- 1740-1748 : Guerre de Succession d'Autriche
  - 1745 :
    - 11 mai Bataille de Fontenoy
    - Siège de Tournai.

#### Guerre de Sept Ans
- de 1749 à 1760 sert dans les places fortes des Flandres et de l'Artois
- 1760 campagne d'Allemagne avec l'armée du maréchal de Castrie.
- 16 octobre il participe avec le régiment d'Auvergne, à la victoire à Clostercamps contre les britanno-hanovriens qui permet de lever le siège de Wesel, mais son drapeau est enlevé par la cavalerie britannique.

En 1761, il fait partie du corps du comte de Stainville, qui forme l'arrière-garde. En décembre, il rentre pour servir de garnison sur les côtes normandes.
1778 : bataille d'Ouessant.

### Révolution française et Premier Empire

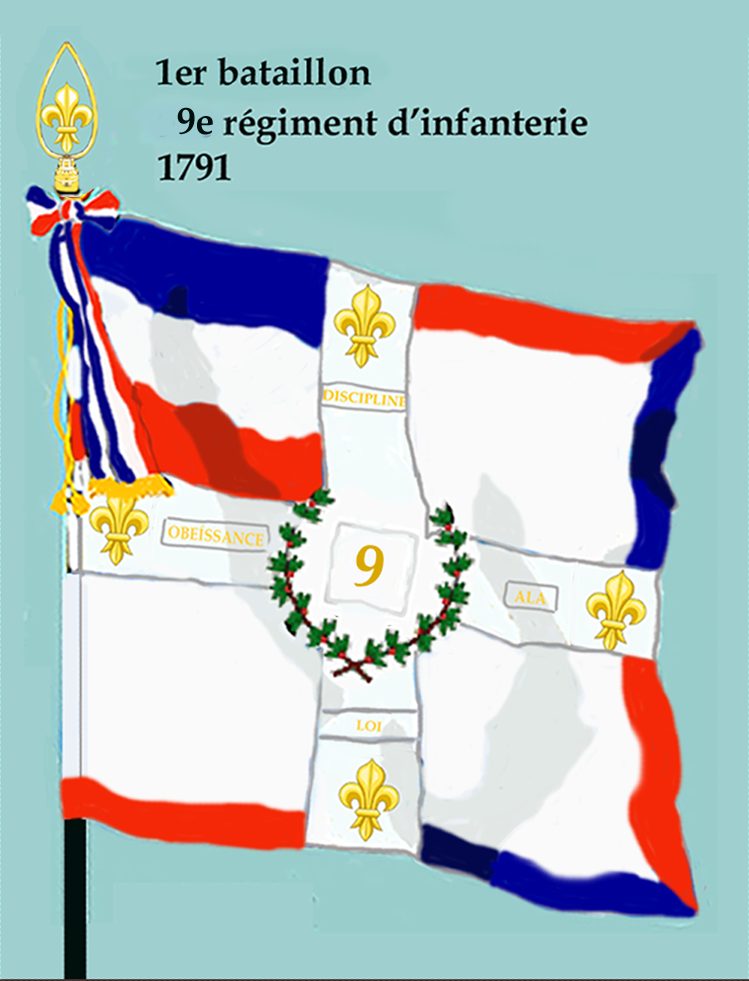
Drapeau du 1er bataillon du 9e régiment d'infanterie de ligne de 1791 à 1793
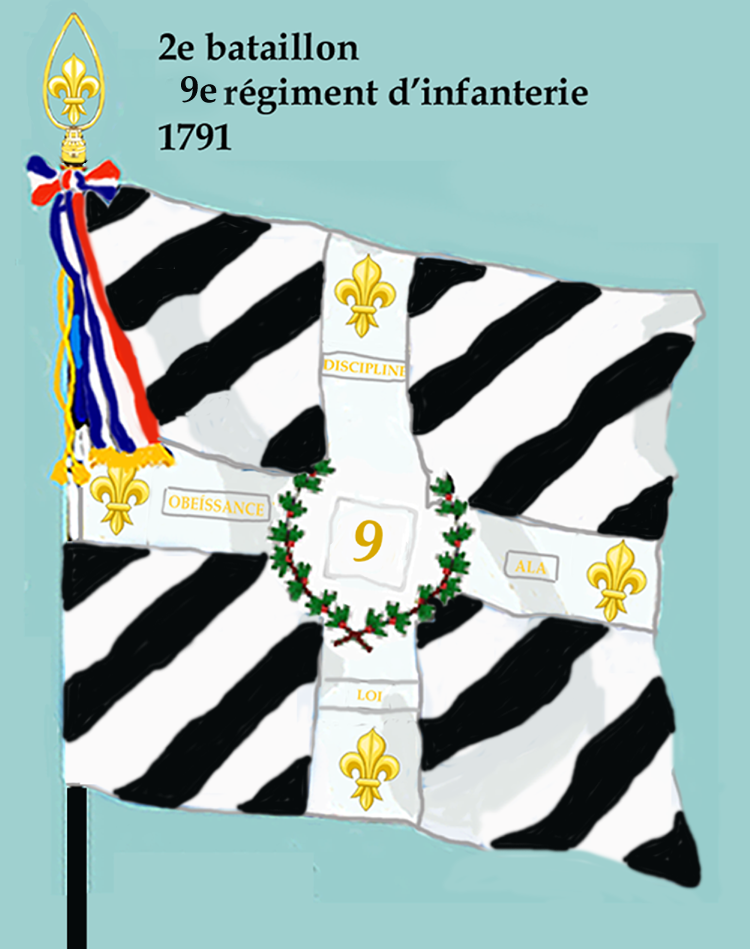
Drapeau du 2e bataillon du 9e régiment d'infanterie de ligne de 1791 à 1793

- En 1791, par dédoublement des cinq "vieux corps", Normandie devient le 9e régiment d'infanterie ci-devant Normandie.
Le 2e bataillon embarque, en janvier, à Brest pour Saint-Domingue et participer à stopper la Révolution haïtienne. En débarquant, ce bataillon ainsi que les 2e bataillons des 32e et 48e régiment d'infanterie se révoltèrent et allèrent rejoindre les soldats du régiment du Port-au-Prince qui s'étaient insurgés. 
Les 2e bataillons des 32e et 48e régiment d'infanterie furent supprimés tandis que le 2e bataillon du 9e et le régiment du Port-au-Prince furent embarqués fin mars et arrièrent en juillet à l'île de Ré pour y être réorganisés. Finalement le 9e régiment fut réorganisé en décembre 1791 à Lorient[1].
- 1793 :
  - Siège de Mayence (1793)

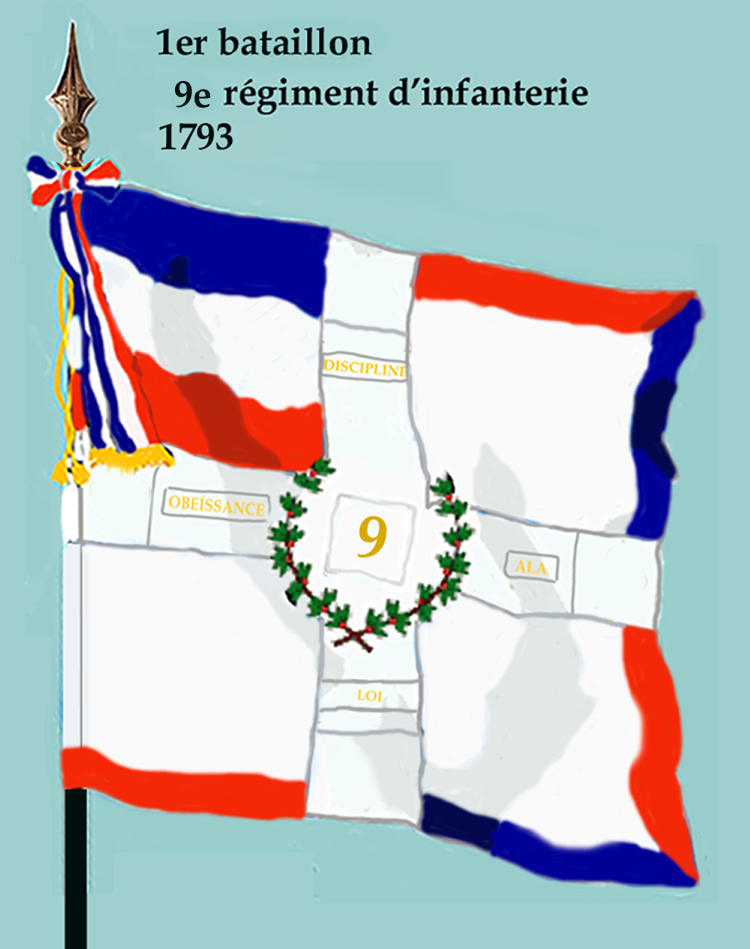
Drapeau du 1er bataillon du 9e régiment d'infanterie de ligne de 1793 à 1804
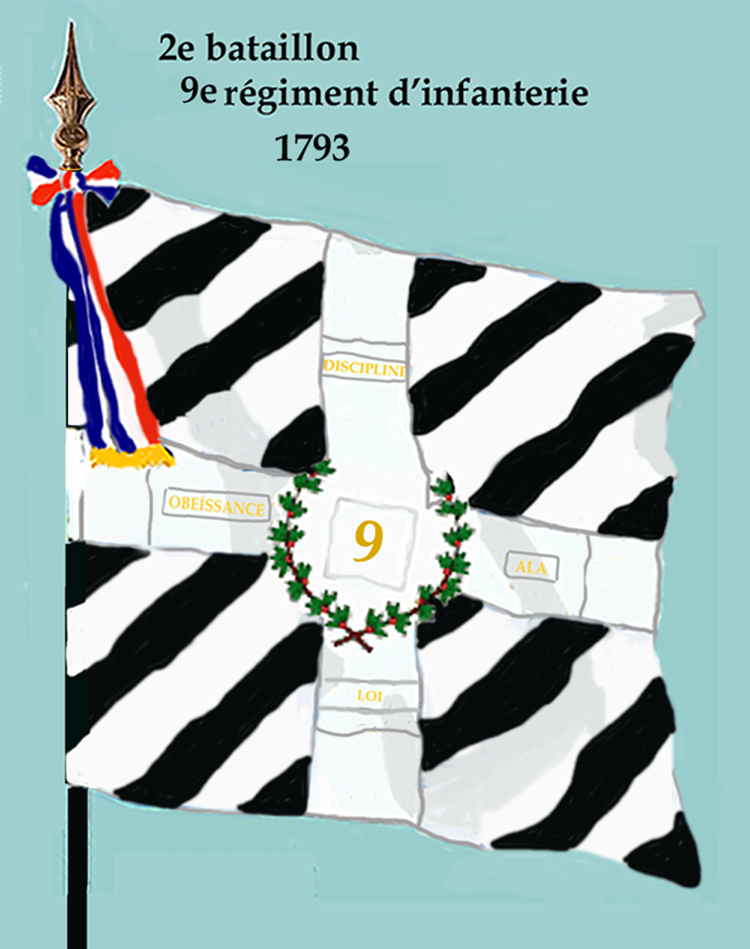
Drapeau du 2e bataillon du 9e régiment d'infanterie de ligne de 1793 à 1804

- 1794 :
  - Fleurus
- 1796 : Armée de Sambre-et-Meuse
- 1797 : Armée des Alpes
- 1798 : Armée d'Orient (campagne d'Égypte)
  - Chebreiss
  - bataille des Pyramides
- 1799 :
  - Saint-Jean d'Acre
- 1800 :
  - bataille d'Heliopolis,
  - bataille de Montebello
  - bataille de Plaisance

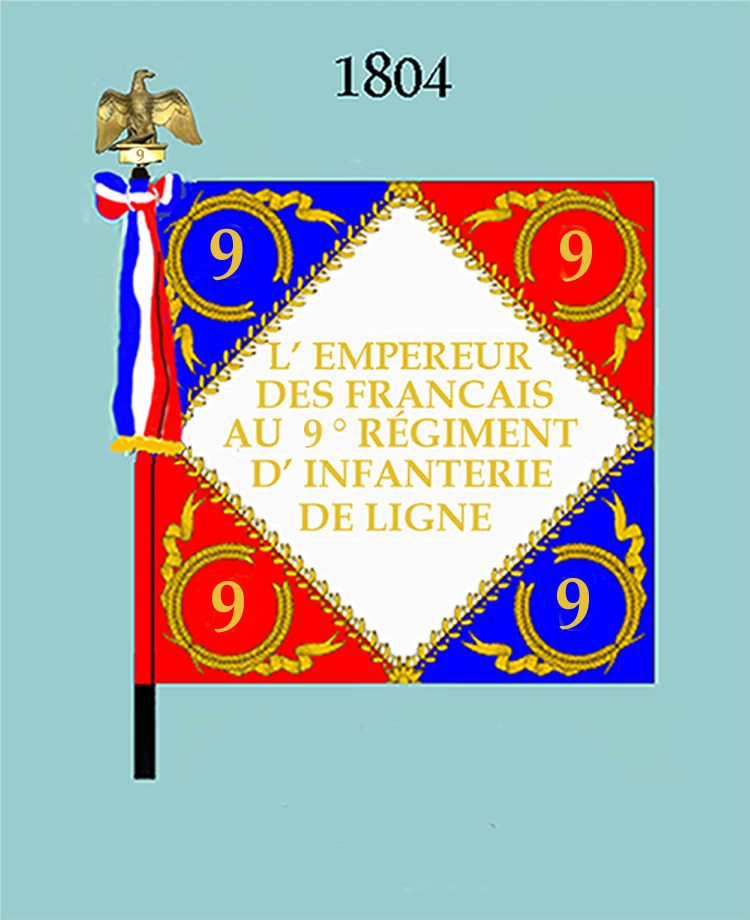
Drapeau modèle de 1804 (avers)
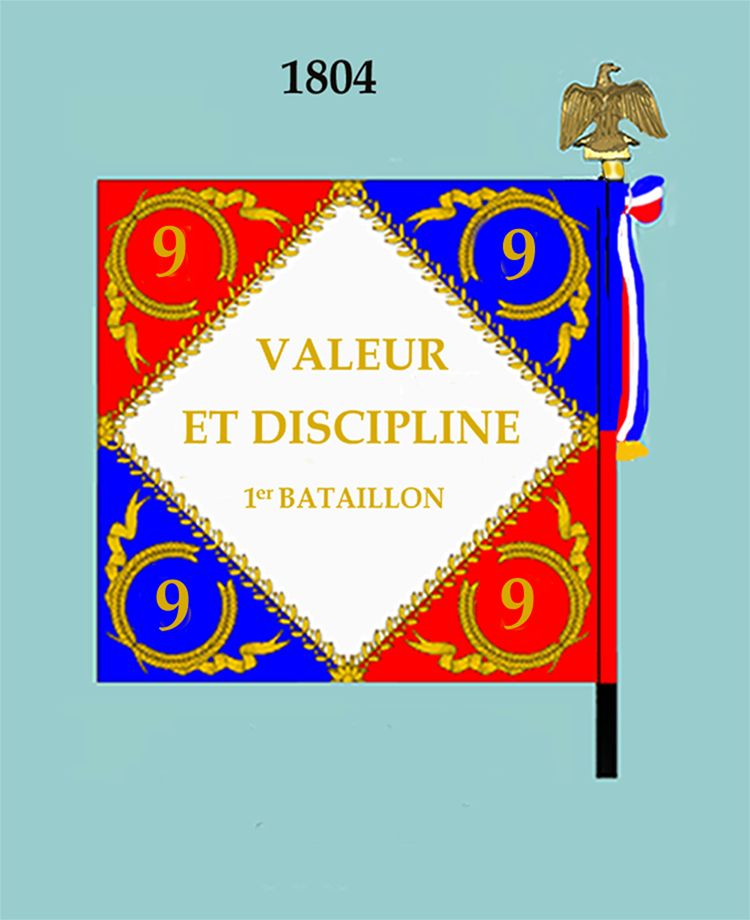
Drapeau modèle de 1804 (revers)

- 1805 :
  - Combat d'Hollabrunn
  - Bataille de Caldiero
  - 2 décembre : Bataille d'Austerlitz
- 1809 :
  - Venzone,
  - Sacile,
  - La Piave,
  - Raab
  - Wagram.

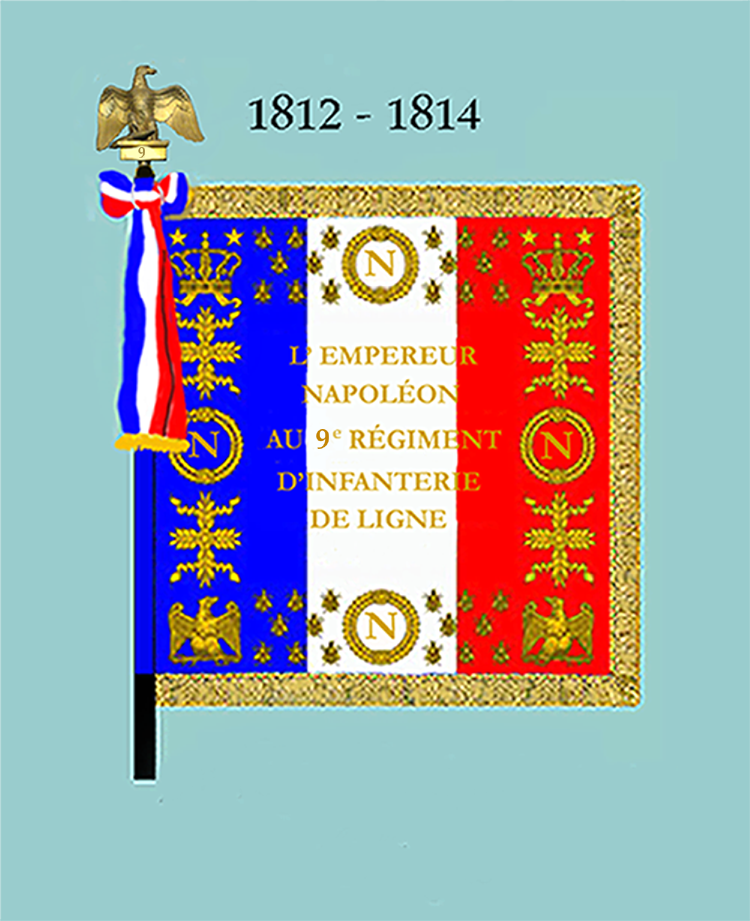
Drapeau modèle de 1812 (avers)
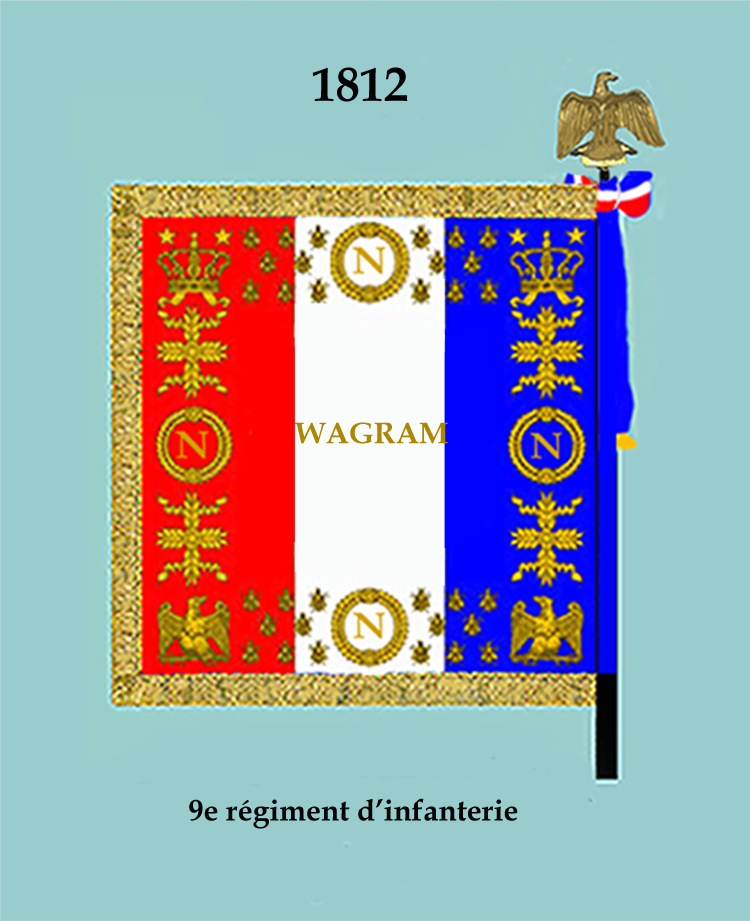
Drapeau modèle de 1812 (revers)

- 1812 : Campagne de Russie
  - Ostrovno,
  - Moskova,
  - Maloyaroslavets,
  - Viazma,
  - Dorogobouj
  - Krasnoï
- 1813 :
  - Halembourg,
  - Venzone
  - Bassano del Grappa
- 1814 :
  - Mincio
  - Parme

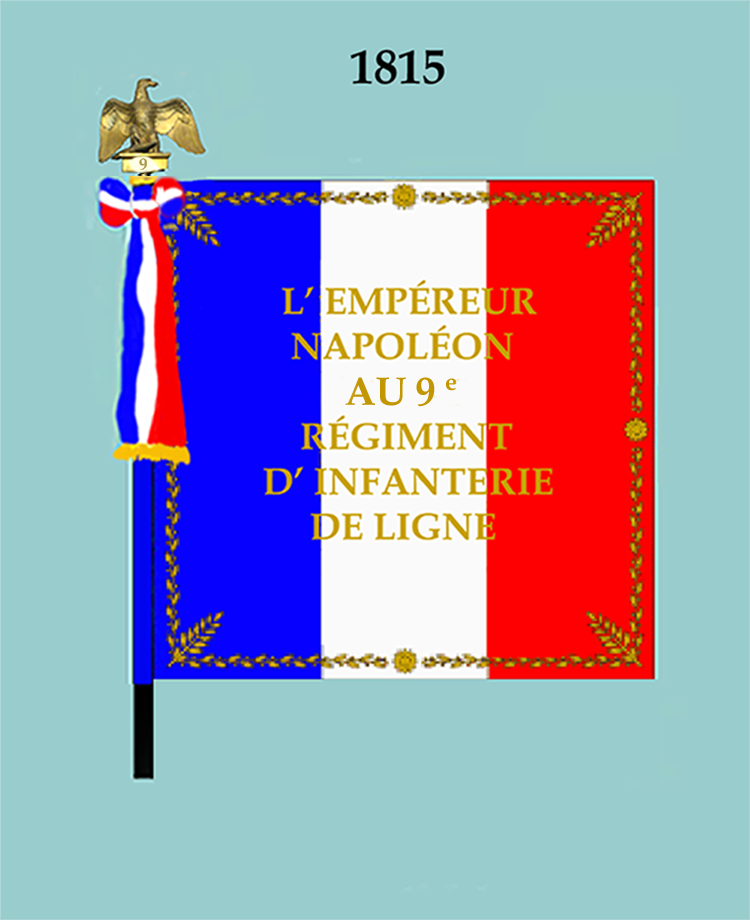
Drapeau modèle de 1815 (avers)
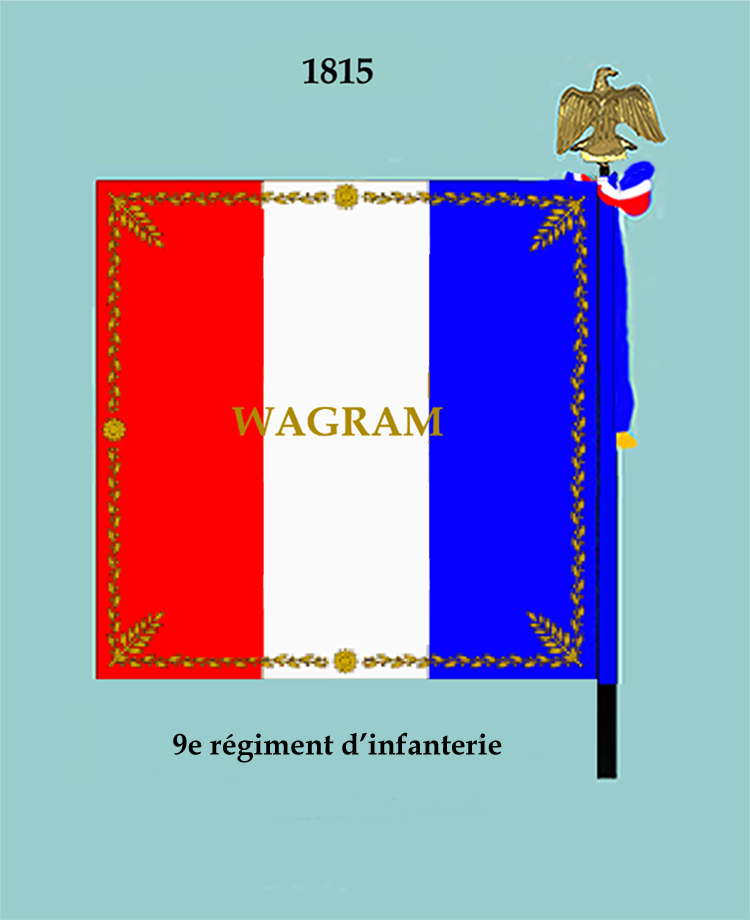
Drapeau modèle de 1815 (revers)

- 1815 :
  - Corps d'observation du Var

### 1815 à 1852

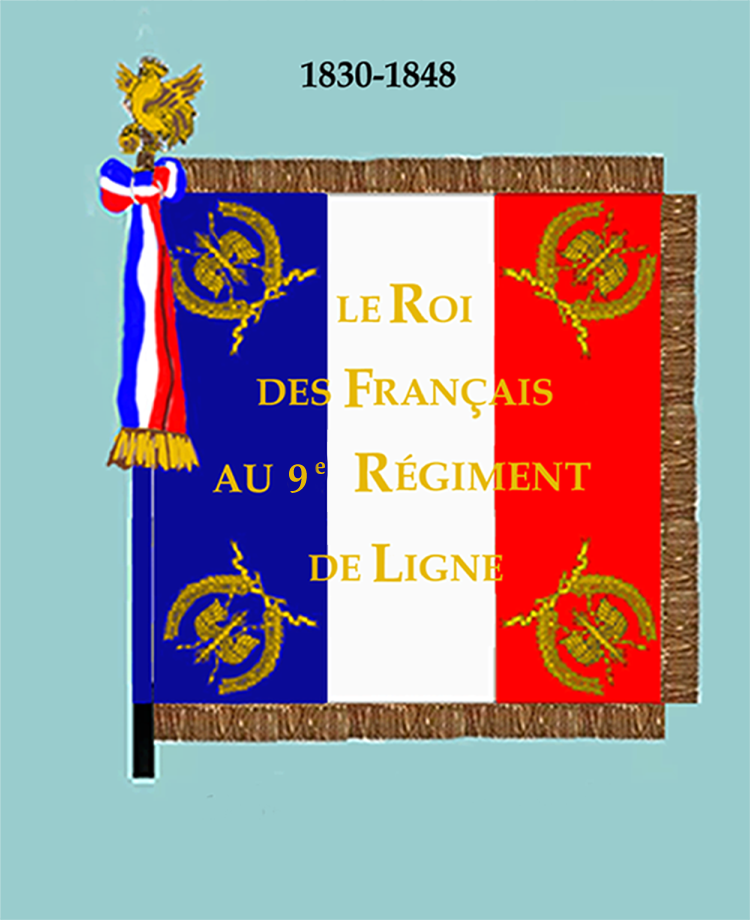
Drapeau de 1830 à 1848 (avers)

- Après l'Espagne en 1823, il est encore en Algérie de 1847 à 1852. Puis c'est la Crimée et Sébastopol en 1855 avec Mac Mahon. De 1859 à 1863, de nouveau l'Algérie.
- 1830 : Une ordonnance du 18 septembre crée le 4e bataillon et porte le régiment, complet, à 3 000 hommes[2].

En 1850, le régiment est en Algérie, dans la province d'Oran, son dépôt étant à Béziers.

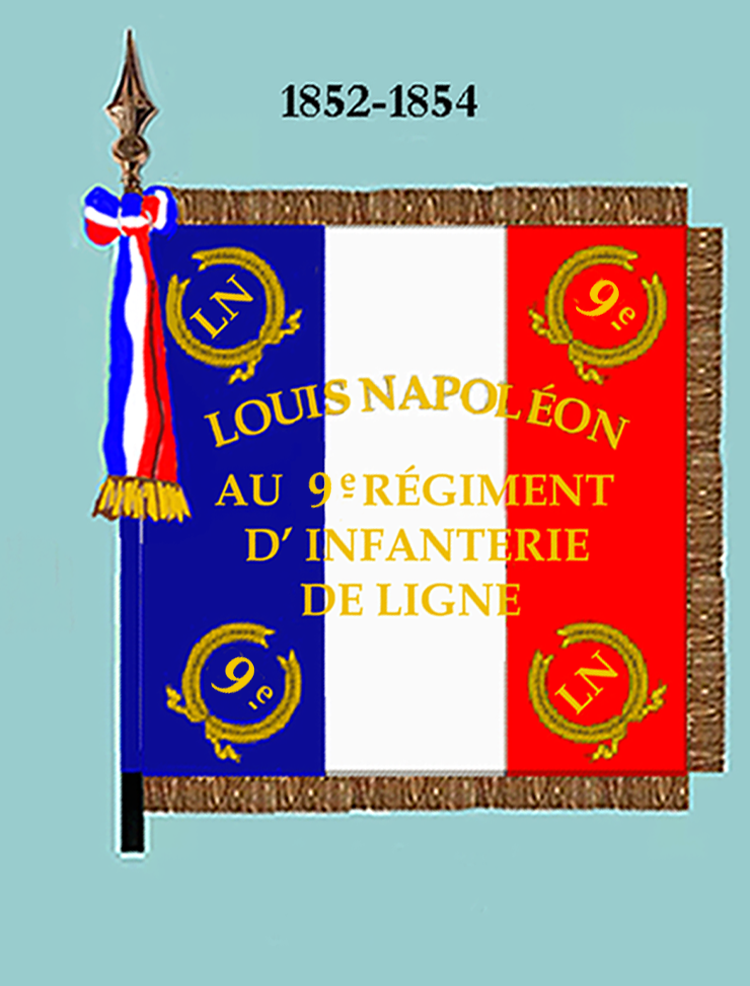
Drapeau de 1852 à 1854 (avers)

### Second Empire

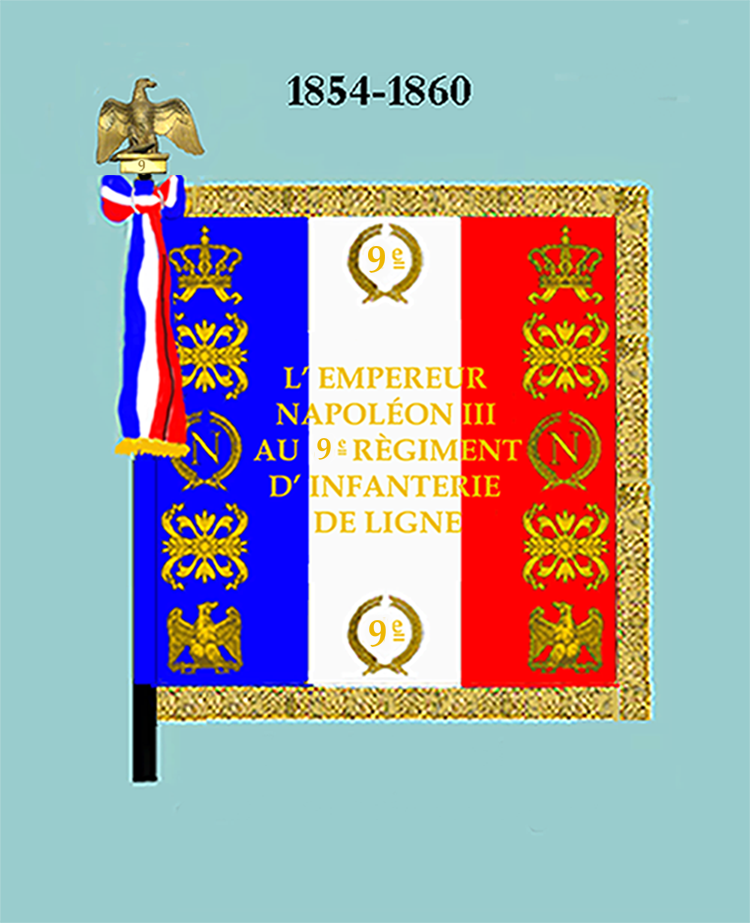
Drapeau de 1854 à 1860 (avers)

- Par décret du 2 mai 1859 le 9e régiment d'infanterie fournit 1 compagnie pour former le 101e régiment d'infanterie de ligne.

Lors de la guerre franco-allemande de 1870 le régiment enfermé dans Metz, participe aux batailles de Rezonville et de Saint-Privat et est fait prisonnier le 28 octobre 1870 à la capitulation de la ville.
Le 24 novembre 1870, durant la guerre franco-allemande, les 8e compagnies des 2e et 3e bataillons du « 9e régiment d'infanterie de ligne » qui composaient le 29e régiment de marche sont engagés dans les  combats de Chilleurs, Ladon, Boiscommun, Neuville-aux-Bois et Maizières dans le Loiret

### 1871 à 1914
En 1871, un détachement 9e régiment d'infanterie de ligne, stationné à Limoges, est requis pour la répression de la Commune de Paris, et se mutine le 9 avril, en allant à la gare. Plusieurs officiers sont blessés dans l’échauffourée
- 1882 : Tunisie
- 1895 : Madagascar.

### Première Guerre mondiale

#### Affectation
Casernement : Agen.
À la 33e division d’infanterie d'août 1914 à novembre 1918.

#### 1914
- 22 août : retraite de l'aile gauche: Forêt de Luchy, la Meuse.
- 5 au 12 septembre: bataille de la Marne
- Bataille de Champagne :
  - 20 décembre: les Hurlus
  - 28 décembre: la Tranchée Blanche

#### 1915
- bataille Bataille d'Artois : Vimy(septembre).

#### 1916
- bataille de Verdun

#### 1917
- Marne : Moronvilliers, le Téton

#### 1918
- Seconde bataille de la Marne du 15 au 31 juillet.
- bataille de l'Ailette
- bataille de l'Oise : Origny-Sainte-Benoite, Mont-d'Origny

### Entre-deux-guerres
- Avant d'être dissous en 1929, il est envoyé au Liban et en Syrie en 1925-1926.

### Seconde Guerre mondiale
- Formé le 1er juin 1940 issu du groupement d'unités d’instruction no 11 (les 21e bataillons des 81e, 13e et 158e RI). Il est mis sur pied par le CMI 112. Il est composé de trois bataillons avec la 14e compagnie divisionnaire antichar[4]. Affecté à la 235e division légère d'infanterie[5].
- Il ne résiste pas à la puissance de feu allemande et est de nouveau dissous le 31 juillet 1940[5].

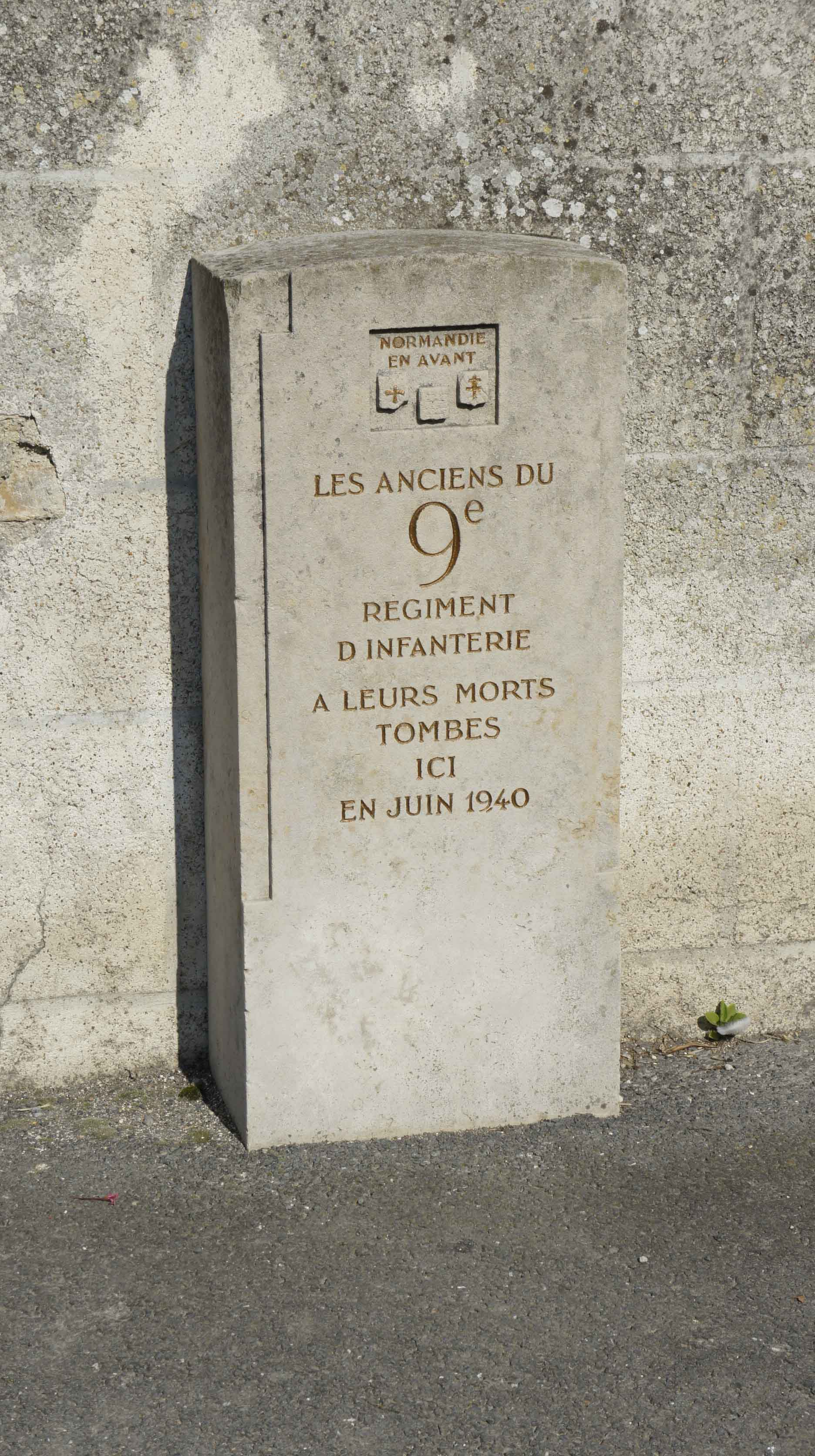
Monument en hommage aux dur combats du 9e au nord de Reims, Saint-Masmes.

### 1956 - 1999
- Le 1er juin 1956, il renaît en Algérie en tant que 9e régiment de chasseurs parachutistes.

## Drapeau
Il porte, cousues en lettres d'or dans ses plis, les inscriptions suivantes,:
- Austerlitz 1805
- Wagram 1809
- La Moskova 1812
- Sébastopol 1856
- Verdun 1916
- Soissonnais 1918
- L'Ailette 1918
- AFN 1952-1962

## Décorations
Sa cravate est décorée de la Croix de guerre 1914-1918  avec 3 palmes, 1 étoile de vermeil, 1 étoile d'argent.
Il a le droit au port de la fourragère aux couleurs du ruban de la croix de guerre 1914-1918.

## Personnages célèbres ayant servi au9eRI
- Pierre-Paul Botta (1741-1795) alors soldat
- Simon Lefebvre (1768-1822) alors chef de bataillon)
- Pierre de Broche-Vallongue (1779-1812) alors sous-officier dans le 9e régiment de ligne en 1805
- Jean Plumancy (1788-1860) alors chef de bataillon
- François Claude Chapuis (1799-1859), alors capitaine
- Adhémar Passérieu (1841-1909), alors lieutenant-colonel
- Marie-Georges Picquart (1854-1914), alors commandant

## Sources et bibliographie
- Archives militaires du Château de Vincennes.
- Serge Andolenko, Recueil d'historiques de l'infanterie française, Paris, Eurimprim, 1969, 413 p. (OCLC 23418405)
- Historiques des corps de troupe de l'armée française (1569-1900), Berger-Levrault (Paris), 1900, 52 p. (lire en ligne)